# Skinningstjärnen
Skinningstjärnen är en sjö i Malung-Sälens kommun i Dalarna och ingår i Göta älvs huvudavrinningsområde. Vid provfiske har abborre fångats i sjön.